# Ndyuka
Gli Ndyuka, noti anche come Djuka, Aukan o Okanisi sama, sono un gruppo etnico residente in Suriname orientale e Guyana francese, discendente dei cimarroni.

## Lingua
Gli Ndyuka parlano una lingua creola, lo ndyuka, fortemente basata sull'inglese e sulle lingue niger-kordofaniane, ma con prestiti minori anche dall'olandese, dal francese e dalle lingue native americane. Lo ndyuka ha la caratteristica di possedere un proprio sillabario, denominato Afaka.

## Storia

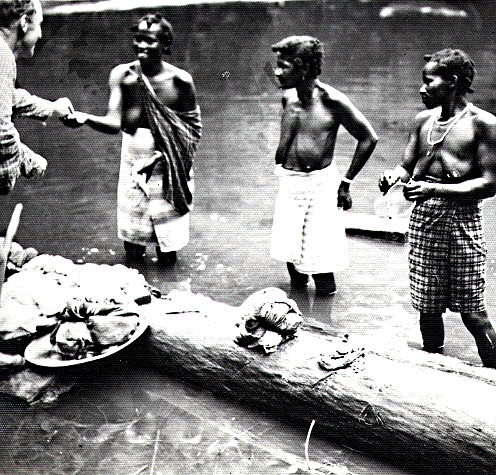
Donne Ndyuka socializzano con un bianco.

Gli Ndyuka rappresentano la seconda comunità organizzata di cimarroni della Guyana per antichità, dopo i Saramaccani: la nascita della comunità, infatti, viene attestata attorno al 1757, quando a seguito di una grande rivolta gli schiavi (provenienti in massima parte dalla Costa d'Oro, corrispondente grossomodo all'attuale Ghana) fuggiti da sei piantagioni (fra cui una denominata Auka, da cui il nome "Aukan") risalirono lungo il corso del fiume Commewijne e si unirono a un gruppo di cimarroni fuggiti in precedenza nei pressi di un ruscello denominato Ndjukakreek.
Il 10 ottobre 1760, gli Ndyuka ratificarono proprio all'interno della piantagione Auka un trattato col governo olandese (ufficialmente padrone della colonia del Suriname) che garantiva loro autonomia territoriale e amministrativa in cambio della cessazione delle ostilità nei confronti dei coloni: questo giorno è ancora oggi celebrato come festività dalle comunità Ndyuka e dall'intero Suriname, che dal 2010 celebra in questa data il "giorno dei cimarroni".

Dopo essersi spostati verso il Tapanahony, nel 1809 gli Ndyuka rinnovarono il trattato stipulato con gli olandesi col governo inglese, che nel 1804 aveva preso possesso della colonia. Dopo il ritorno del Suriname in mani olandesi nel 1816, nel 1837 esso venne ratificato nuovamente con delle piccole modifiche, e vent'anni dopo, nel 1857, il governo coloniale olandese riconobbe al gaanman l'assegnazione di un salario mensile: dal 1836, era stata designata come residenza dei gaanman l'isola di Drietabbetje, sul Tapanahony.
Rimasti relativamente isolati dalla vita politica del Suriname, fra gli anni ottanta e gli anni novanta il territorio abitato dagli Ndyuka divenne teatro della guerra civile del Suriname fra le truppe governative ed i Jungle Commando di Eddie Brunswijk, egli stesso di etnia Ndyuka: la guerra causò numerose vittime e soprusi nei confronti della popolazione civile, motivo per cui molti di essi emigrarono nella limitrofa Guyana francese o verso la capitale Paramaribo.

Il turbolento avvicinamento alla cultura occidentale è continuato sul finire del XX secolo con l'arrivo nel territorio dei garimpeiros brasiliani, dei minatori e dei taglialegna interessati allo sfruttamento delle risorse locali, con l'introduzione nella comunità Ndyuka di fenomeni sociali quale alcolismo, prostituzione e gioco d'azzardo.

## Struttura sociale
La comunità Ndyuka si divide in due grossi gruppi: gli Opu ("sopra"), che vivono lungo il medio corso del fiume Tapanahony, e i Bilo ("sotto"), stabilitisi più a valle. Si riconoscono inoltre quattordici parentele (lo) su base matrilineare, ciascuna delle quali (dodici ancestrali più due di formazione più recente) si fraziona a sua volta in bee, gruppi di familiari di tre generazioni, e ciascun bee conta più case (osos), ciascuna delle quali contiene un nucleo familiare.
I singoli villaggi sono retti da un capitano (kapten) assistito dai basjas: l'intera comunità è rappresentata da un granman o gaaman, che periodicamente tiene un consiglio (krutus) coi kapten, i basjas e gli anziani per dirimere le questioni più delicate. Il primo gaanman fu Fabi Labi Beyman del lo di Dikan, in seguito alla pace con gli olandesi del 1760: come simbolo del proprio potere, i gaanman portano con sé uno scettro d'argento.